# Kiawentiio Tarbell
Kiawentiio Tarbell, souvent simplement dite Kiawentiio, née le 28 avril 2006 à Akwesasne (Ontario), est une actrice, auteur-compositeur-interprète et artiste canado-américaine.

## Biographie
Fille de Barbara et Corey Tarbell, elle grandit à Kawehno:ke (également connue sous le nom d'Île de Cornwall) et fréquente l'Akwesasne Freedom School, école alternative pour les enfants mohawks.
Son prénom signifie « beau matin » en Kanienʼkéha. Elle possède la double nationalité au Canada et aux États-Unis.

## Carrière
Elle fait ses débuts à la télévision dans la troisième saison de la série CBC Anne with an E (2017) et ses débuts au cinéma dans le rôle principal du drame Beans (2020), pour lequel elle a est nommée One to Watch par les Vancouver Film Critics Cercle.
En août 2021, elle est choisie pour incarner Katara dans Avatar : le Dernier Maître de l'Air, l'adaptation de Netflix de la série animée Nickelodeon du même nom (2005–2008), sortie en 2024,.

## Filmographie

### Cinéma

#### Longs métrages
- 2020 : Beans de Tracey Deer : Beans

#### Courts métrages
- 2022 : N'xaxaitkw de Asia Yougman : Zarya

### Télévision
Séries télévisées
- 2019 : Anne with an E de Moira Walley-Beckett : Ka'kwet
- 2021 : Rutherford Falls de Ed Helms : Maya Thomas (2 épisodes)[1]
- 2024 : Avatar : le Dernier Maître de l'Air  de Albert Kim : Katara

### Doublage
Séries télévisées
- 2023 : What If...? de A. C. Bradley : Wahta (saison 2, épisode 6)